# San Agustín de las Juntas (kommun)
San Agustín de las Juntas är en kommun i Mexiko.   Den ligger i delstaten Oaxaca, i den sydöstra delen av landet, 400 km sydost om huvudstaden Mexico City.
Följande samhällen finns i San Agustín de las Juntas:
- San Agustín de las Juntas
- El Cerrito
- El Tablón
- La Ampliación
- El Abonado
- Lomas del Santo
- Mi Ranchito